# Vương tộc Württemberg
Vương tộc Württemberg (tiếng Đức: Haus Württemberg) là một triều đại và gia đình hoàng gia của Đức. Khoảng năm 1080, tổ tiên của gia tộc Württemberg đến định cư ở khu vực thuộc Stuttgart ngày nay. Conrad xứ Württemberg trở thành người thừa kế của Nhà Beutelsbach và xây dựng Lâu đài Wirtemberg.
Khoảng năm 1089, Conrad được phong làm Bá tước, lãnh thổ của gia tộc, ban đầu chỉ bao gồm các khu vực xung quanh lâu đài Wiremberg, đã tăng đều đặn, chủ yếu thông qua các vụ mua lại như từ các gia tộc ở xứ Tübingen.  Lãnh thổ của Nhà Württemberg lần lượt được nâng cấp địa vị từ Bá quốc lên Công quốc trong Đế Chế La Mã Thần thánh. Sau khi Thánh chế La Mã sụp đổ vào năm 1806, Württemberg được nâng lên hàng vương quốc và gia nhập Đế quốc Đức của Vương tộc Hohenzollern.
Kết thúc Chiến tranh Thế giới thứ nhất, Đế quốc Đức xụp đổ, các gia tộc cai trị trong Đế chế mất toàn bộ quyền lực, lãnh thổ của họ bị tái cơ cấu, trong đó có cả Vương quốc Württemberg của Vương tộc Württemberg.